# Ili (flod)
 For alternative betydninger, se Ili (flertydig). (Se også artikler, som begynder med Ili)
Ili (kasakhisk: Іле – İle, russisk: Или, kinesisk: 伊犁河 – Yili He) er en flod i det nordvestlige Kina (Ili kasakhiske autonome prefektur i Xinjiang) og det sydøstlige Kasakhstan (Almaty oblast).
Den er 1.439 km lang, hvoraf 815 km løber i Kasakhstan. Den har sit udspring i den østlige del af bjergkæden Tian Shan, ved sammenløbet af floderne Tekes og Kunges. Ili afvander bækkenet mellem Tian Shan og Borohorobjergene i nord.
Floden løber ud i Balkhasjsøen og danner der et enormt delta med store vådområder med søer, sumpe og junglelignende vegetation.
Byen Yining (Kulja) ligger på nordsiden af floden omkring 100 km opstrøms fra den kinesisk-kasakhstanske grænse. På sydsiden, endnu nærmere grænsen, ligger Qapqal Xibe autonome amt, hvor mange af Kinas Xibe-folk bor.
I Kasakhstan kaldes området som afvandes af Ili og dens bifloder på kasakhisk for Zhetysu (Syv floder) eller på russisk Semiretsje (samme betydning).
Kapshagaj-dæmningen blev bygget fra 1965 til 1970 midt ude i Ili, og danner Kaptsjagajreservoiret – en 110 km lang sø nord for Almaty og Issyk-Kul.
- Ili
- Buddhistiske steintegninge ved Ili
- Ili

## Bifloder
- Kasj
- Tsjaryn, berømt for Tsjarynkløften